# Anuvinda escheri
Espèce
Synonymes
- Titanoeca escheri Reimoser, 1934

Anuvinda escheri est une espèce d'araignées aranéomorphes de la famille des Titanoecidae.

## Distribution
Cette espèce se rencontre en Inde, en Chine, au Laos et en Thaïlande.

## Description
Le mâle décrit par Almeida-Silva, Brescovit et Griswold en 2009 mesure 7,6 mm et les femelles de 5,8 à 11,9 mm.

## Étymologie
Cette espèce est nommée en l'honneur de K. Escher.

## Publication originale
- Reimoser, 1934 : Araneae aus Süd-Indien. Revue suisse de Zoologie, vol. 41, p. 465-511 (texte intégral).